# Duccia Camiciotti
Duccia Camiciotti (19 de marzo de 1928 – 7 de julio de 2014) fue una poeta, escritora y ensayista italiana.

## Estudios y primeros años
Los estudios de Camiciotti fueron fundados en los clásicos. Asistió a la Academia de Artes Dramáticas Silvio d'Amico (Silvio d’Amico Accademia d’Arte Drammatica) según el consejo del director Orazio Costa. Se graduó con un título en Periodismo de la Universidad de Urbino, donde concurrió a la escuela de literatura y estética crítica del humanista Carlo Bo. Se convirtió en profesora de Estética en la Academia de Teatro Sharoff-Staniwslawskji en Roma, Italia.
Camiciotti conoció a su esposo Claudio Battistich, en Florencia, Italia, donde trabajó como su asistente en el Centro de estudios Orientales.
Camiciotti fue Consejera Ejecutiva y Presidente de la Camerata dei Poeti, la ciudad de la cámara de Florencia de poesía en tradición del Florentine Camerata, y en el Tablero de Consejeros del Modigliani Centro de Arte de Scandicci. Sus cinco colecciones de poesía han ganado premios culturales. Su trabajo ha sido revisado por diarios italianos principales como La Nazione, Il Giornale, el Corriere di Firenze, y Poesia. 
En 2010 protagonizó el encuentro artístico literario "De Florencia a las Estrellas" organizado por La Arte de Florence de la Pérgola y comisariado por Peter Michael Musone al Consejo Regional de Tuscany con un libro de poesía "La Última Ola Anómala". Al ser una residente de Florence, Italia, su poesía ha sido presentada en lecturas con contemporarias Alda Merini, Maria Luisa Spaziani, y Mario Luzi, y ha viajado a Moscú, Rusia para acontecimientos literarios culturales con el poeta ruso Eugene Evtushenko en asociación con el ministerio de Rusia de Cultura Extranjera.

### Trabajos publicados
- Camiciotti, Duccia (2009). Camiciotti, Duccia (2009). Ultima Onda Anomala (The Last Anomalous Wave) (en italiano). L'Autore Libri. ISBN 978-88-517-1861-9. Camiciotti, Duccia (2009). Ultima Onda Anomala (The Last Anomalous Wave) (en italiano). L'Autore Libri. ISBN 978-88-517-1861-9.
- Camiciotti, Duccia (2009). Camiciotti, Duccia (2009). Il Quotidiano della Beat Generation (The Beat Generation's Daily) (en italiano). Bastogi Editrice (Foggia). ISBN 978-88-6273-163-8. Camiciotti, Duccia (2009). Il Quotidiano della Beat Generation (The Beat Generation's Daily) (en italiano). Bastogi Editrice (Foggia). ISBN 978-88-6273-163-8.
- Camiciotti, Duccia (2008). Camiciotti, Duccia (2008). Rapsodia (Rhapsody) (en italiano). Gabrieli International.
- Camiciotti, Duccia (2006). Camiciotti, Duccia (2006). Nostro quotidiano delirio (Our Daily Rapture) (en italiano). L'Autore Libri Firenze. ISBN 978-88-517-1084-2. Camiciotti, Duccia (2006). Nostro quotidiano delirio (Our Daily Rapture) (en italiano). L'Autore Libri Firenze. ISBN 978-88-517-1084-2.
- Camiciotti, Duccia (2003). Camiciotti, Duccia (2003). Shangrila (en italiano). Aletti Editore (Roma).Aletti Editore (Roma).
- Camiciotti, Duccia (2002). Camiciotti, Duccia (2002). Nelle Braccia di Gea (In the Arms of Gaia) (en italiano). Chegai Editore - Firenze.
- Camiciotti, Duccia. Camiciotti, Duccia. Figurazione (en italiano). Tacchi Editore (Pisa).Tacchi Editore (Pisa).
- Camiciotti, Duccia. Risposta del vento (La respuesta del Viento) (en italiano).
- Camiciotti, Duccia. Sogno ricorrente (Recurring Sueño) (en italiano).
- Camiciotti, Duccia (1999). Camiciotti, Duccia (1999). Cantico Per Un Paesaggio Del 2000 (Canticle for the Year 2000) (en italiano). Edizioni Il Ramo D'Oro.
- Camiciotti, Duccia (1996). Camiciotti, Duccia (1996). Eden Perduto (Eden Lost) (en italiano). Edizioni Il Ramo D'Oro.
- Camiciotti, Duccia (1994). Camiciotti, Duccia (1994). La Conchiglia del Nautilo (en italiano). P.Chegai.
- Camiciotti, Duccia (1989). Camiciotti, Duccia (1989). Il Prozio Silas ed altri racconti (Prozio Silas and other stories) (en italiano). Pietro Chegai Editore.
- Camiciotti, Duccia. Il Tempo di Meg Dombrowskji (con Claudio Battischi) (en italiano).

### Antologías
- Slanci e partecipazione (Impulse and Sharing); Bastogi Editors

### Periódicos y revistas
- Pegasus (Art Director, Contributing Editor)
- Città di Vita (City Life) (Editorial Board)
- Alla bottega (To the Store)
- Angeli e Poeti (Angels and Poets)
- Milano
- Orizzonti (Horizons) (Rome, Italy)

## Premios y menciones
- 2008 Sacravita Poetry Prize[5]
- 1999 Ibiskos Prize (for Recurring Dream) Turin Book Fair
- Habere Artem prize ("Sangrila", Aletti publishers)
- Brunellesco Prize (La Donna Nell'arte)
- Romena Prize
- Casentino Prize